# 유럽 고속도로 404호선
유럽 고속도로 404호선(European route E404)은 벨기에의 자베케에서 제브뤼헤까지 이르는 B-클래스급 고속도로 노선으로, 총 연장은 30km이다.

## 경로
- 벨기에
  - E40 : 자베케(영어판)
  - E34, E403 : 제브뤼헤(영어판)